# Anolis otongae
Anolis otongae — вид ігуаноподібних ящірок родини анолісових (Dactyloidae). Ендемік Еквадору. Вид названий на честь еквадорського зоолога Густаво Орсеса.

## Поширення і екологія
Anolis otongae мешкають на західних схилах Еквадорських Анд в регіоні Ла-Отонга, на території провінцій Котопахі і Пічинча. Вони живуть в гірських хмарних лісах. Зустрічаються на висоті від 1800 до 2214 м над рівнем моря.

## Збереження
МСОП класифікує цей вид як вразливий. Anolis otongae загрожує знищення природного середовища.